# Toxodera denticulata
Toxodera denticulata es una especie de mantis de la familia Toxoderidae.

## Distribución geográfica
Se encuentra en Laos, Malasia, Sumatra, Java y  Borneo.